# انتصارات (مجموعة شعرية)
انتصارات (بالإيطالية: Trionfi) هو عنوان مجموعة شعريَّة من القصائد باللغة التوسكانيَّة للشاعر الإيطاليّ بتراركا (فرانشيسكو بتراركا). تتناول القصائد احتفالات النصر الرومانيّ التي كان يسير فيها القادة الظافرون بالحرب في موكبٍ مع جيوشهم وما حصَّلوه من أسرى وغنائم حرب. نظم بتراركا هذه القصائد على شكل مقاطع ثلاثية الأبيات خلال مدّة ناهزت العشرين عامًا. تتألَّف المجموعة من اثنتي عشر فصلًا مُوزَّعة على ستة انتصارات كما تخيلها الشاعر في حلمٍ راوده. تُكرِّم هذه الانتصارات تشخيصات مجازيَّة مثل الحب والعفة والموت والشهرة حيث يتناوب كل منها على إقصاء بعضهم البعض. وينال كل من تشخيصيّ الزمان والأبدية انتصارات إضافيَّة. بدأ بتراركا بنظمِ عمله هذا في عام 1351. وأضاف آخر تعديل على الفصلِ الأخير يوم 12 فبراير عام 1374، وذلك قبيل أشهر معدودات من رحيله.
نُشِرَ الكتاب في العديد الإصدارات المذهبة الباهيَّة. كما شكَّل مصدر إلهام للعديد من اللوحات التي كانت تزين صناديق الكاسونه الإيطاليَّة التقليديَّة.